# Небулий

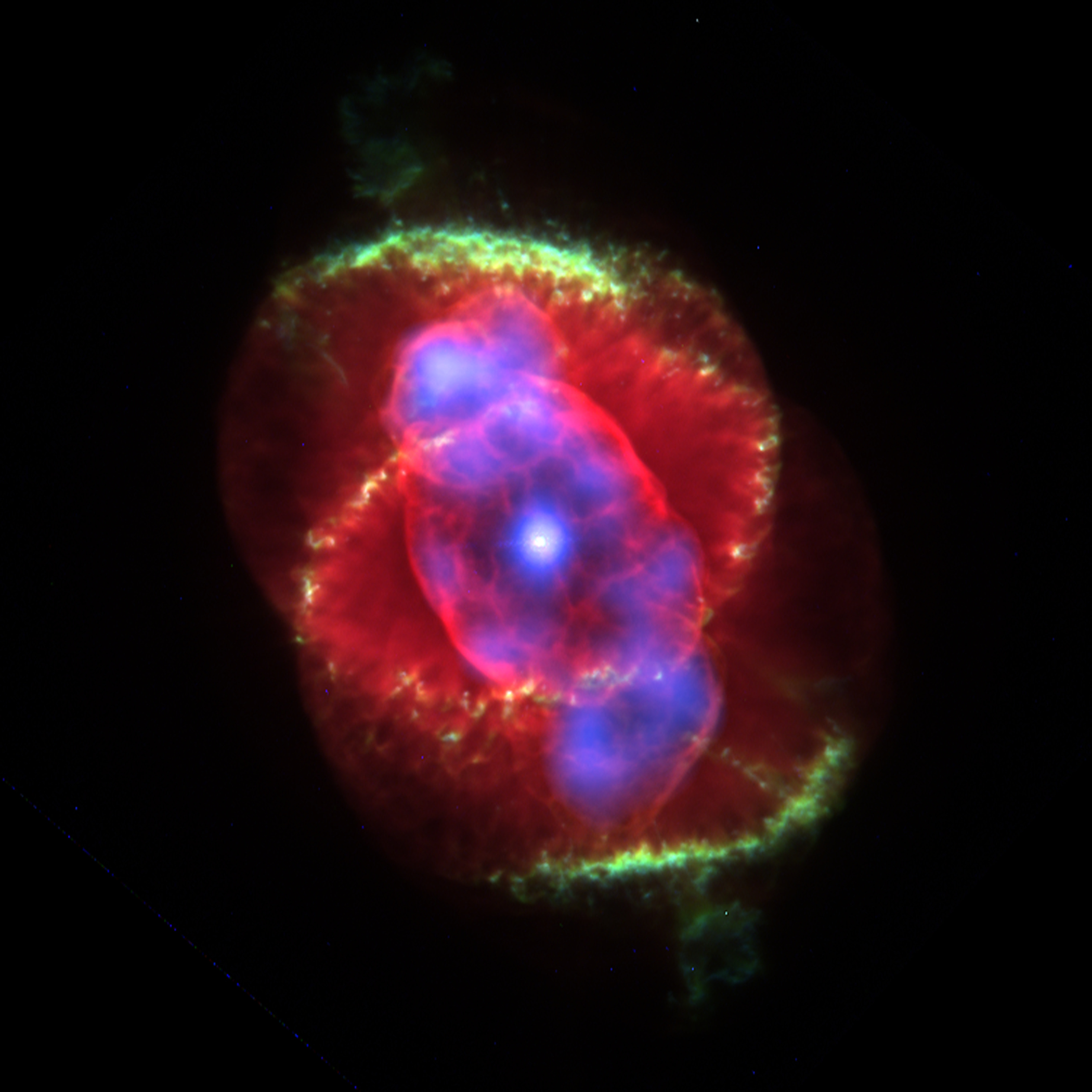
Туманность Кошачий Глаз (NGC 6543) в созвездии Дракона. Зелёные светящиеся области — области излучения двукратно ионизированного атома кислорода O^{2+}.

Небу́лий (Nebulium, от лат. nebula — туман, туманность) — гипотетический химический элемент, существование которого предполагалось ранее, но который в дальнейшем был определён, как ионизированный кислород. Существование этого элемента предполагалось по наблюдениям его эмиссионных спектральных линий в спектрах некоторых газовых диффузных туманностей, которые не отождествлялись со спектрами ни одного из известных химических элементов.

## История
В 1868 году английский астроном и пионер применения спектроскопа в астрономии Уильям Хаггинс наблюдал в зелёной части спектра газовых туманностей несколько спектральных линий с длинами волн 3726; 3729; 4959 и 5007 ангстрем (372,6; 372,9; 495,9 и 500,7 нм). Две из них с длинами волн 495,9 и 500,7 нм были наиболее яркими. Эти линии не удалось тогда приписать ни одному из известных в то время химических элементов. Хаггинс предположил, что эти линии принадлежат неизвестному химическому элементу, это предположение подкрепляло открытие гелия вначале спектроскопическим методом на Солнце в 1868 году, и только спустя 27 лет, в 1895 году, на Земле.
Собственно название «небулий» или «небулум» или «нефелий» впервые было упомянуто супругой астронома Маргарет Линдси Хаггинс в коротком сообщении в 1898 году, но она утверждала, что её муж использовал это название и раньше.
В 1911 году Джон Уильям Николсон предположил, что все известные элементы состоят из четырёх протоэлементов, одним из которых является небулий.
Определение атомных номеров химических элементов (зарядовых чисел ядер) Генри Мозли в 1913 году и положение их в периодической таблице почти не оставили места для нового элемента.
В 1914 году французские астрономы попытались определить атомный вес гипотетического небулия. По их данным, он имел атомный вес 2,74 для элемента с длиной волны спектральной линии около 372 нм и немного более низкой величиной для линии 500,7 нм, что предположительно указывало на существование двух элементов, порождающих наблюдаемый спектр туманностей.
В 1927 году американский астрофизик А. Боуэн, занимавшийся ультрафиолетовой спектроскопией, узнав о загадочных зелёных линиях в спектре туманностей предположил, что эти линии соответствуют запрещённым переходам в атомах известных элементов. Он затем показал, что эти линии соответствуют запрещённым переходам в атомах двукратно ионизированного кислорода, а не гипотетическому небулию. Такие переходы могут происходить только в условиях чрезвычайно разреженного газа, существующего в газовых туманностях, при давлениях, недостижимых в лабораторных условиях даже для сверхвысокого вакуума. Таким образом, небулий был «закрыт». Как выразился Генри Норрис Рассел, «Небулиум растворился в воздухе».